# 토양구조
토양구조(土壤構造, soil structure)는 토양을 구성하는 모래, 미사 및 점토 등 1차 입자들이 결한 또는 2차 입단을 형성할 때 입자의 배열방식을 말한다.